# Monika Żeromska
Monika Wincentyna Maria Żeromska (ur. 30 maja 1913 we Florencji , zm. 5 października 2001 w Warszawie) – polska malarka i autorka pięciu tomów wspomnień wydanych przez Spółdzielnię Wydawniczą „Czytelnik”.

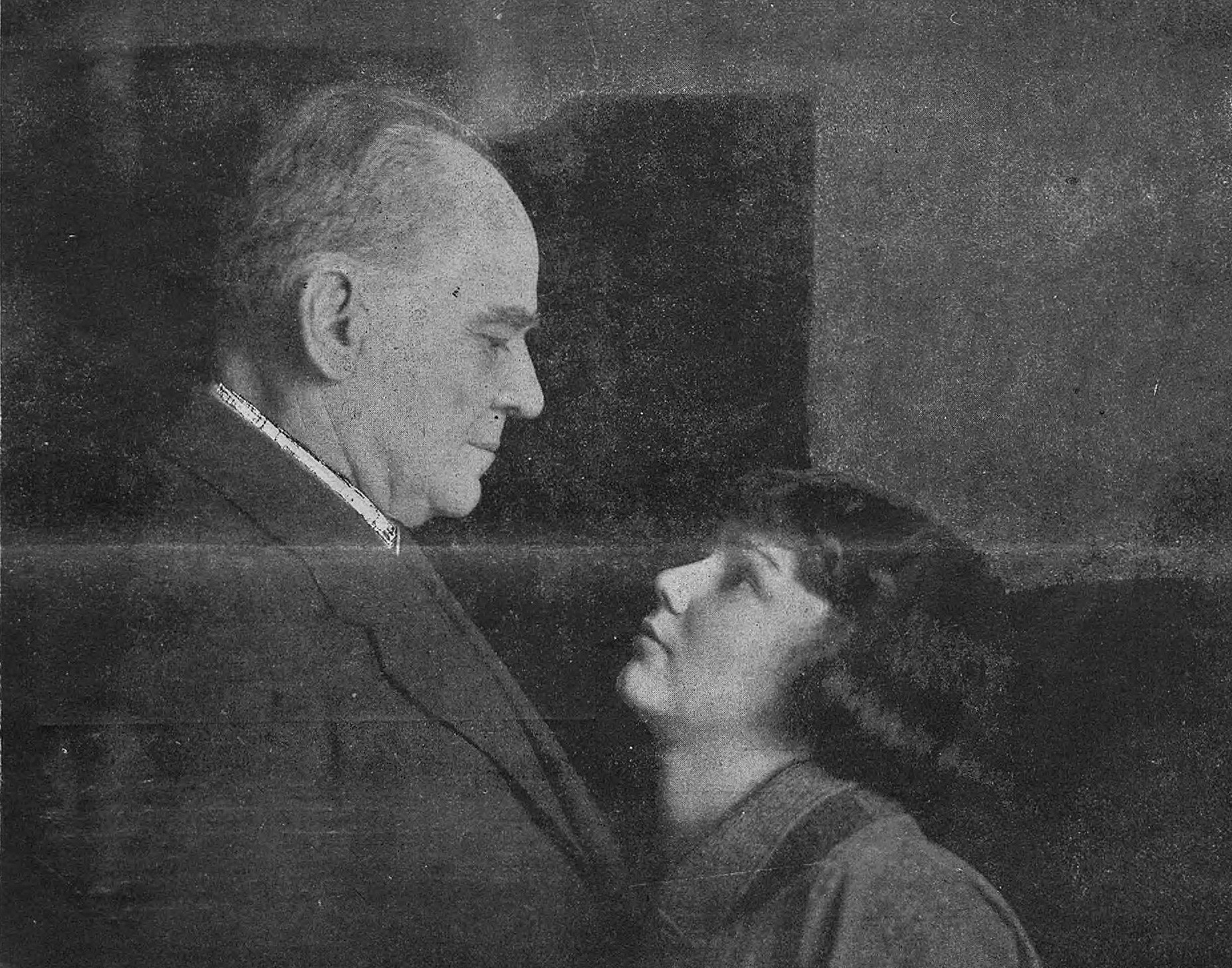
Monika Żeromska z ojcem, Stefanem Żeromskim (ok. 1925)

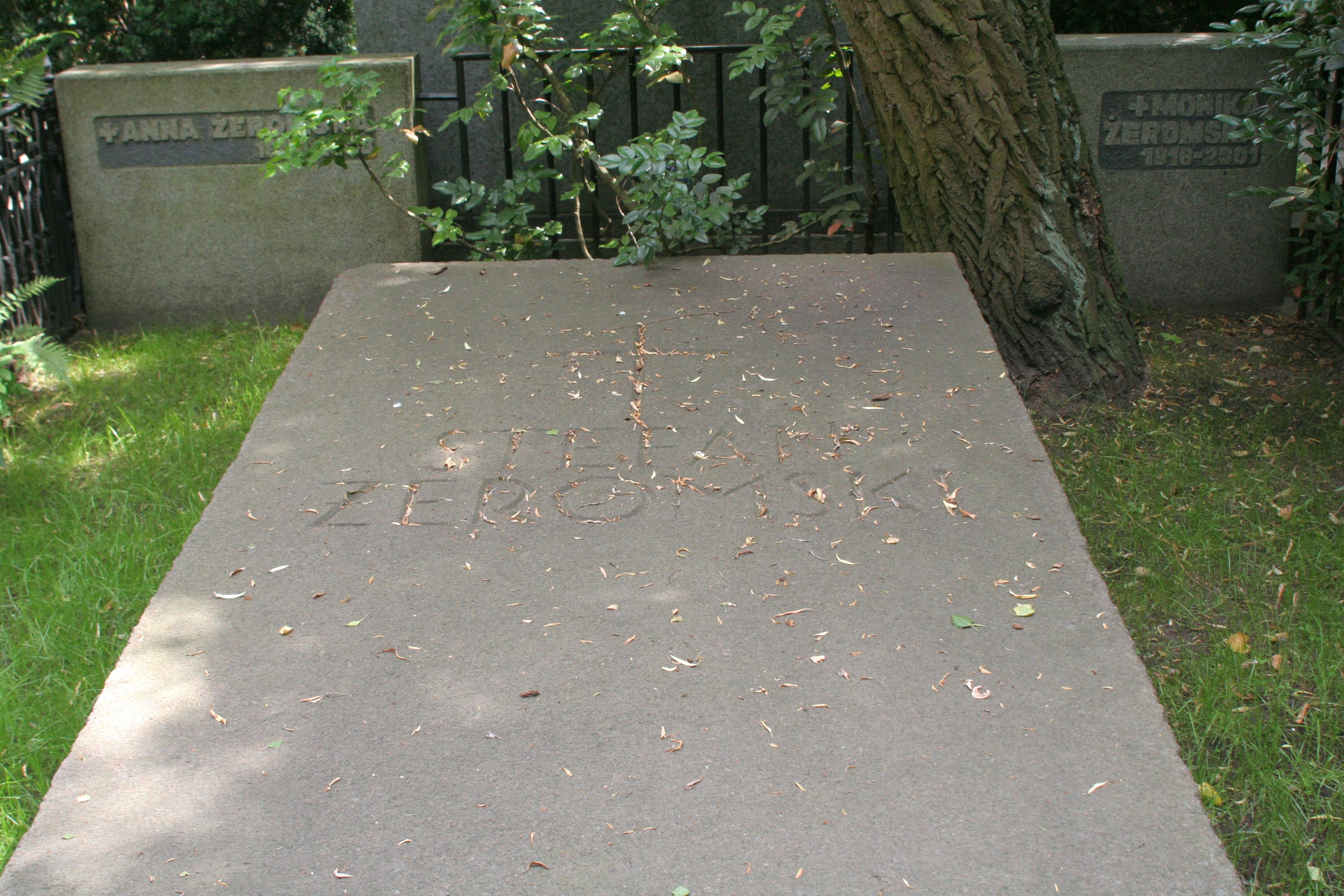
Nagrobek Moniki Żeromskiej (po prawej) na cmentarzu ewangelicko-reformowanym w Warszawie (2015)

## Życiorys
Urodziła się we Włoszech jako córka Stefana Żeromskiego i Anny Zawadzkiej (z którą Żeromski nie wziął ślubu, choć w testamencie nakazał „traktować Annę jak żonę”).
W 1920 wraz z rodzicami wrócili do Polski i zamieszkali w podwarszawskim Konstancinie-Jeziornie. Uczęszczała na pensję przy ul. Mazowieckiej w Warszawie. Studiowała w Szkole Plastycznej w Genewie, w Akademii Sztuk Pięknych w Warszawie w pracowni Tadeusza Pruszkowskiego oraz w pracowni Riccardiego w Rzymie.
Wykonała ilustracje do kilku dzieł ojca, m.in. do „Dziejów grzechu”, „Wiatru od morza”, „Wiernej rzeki” oraz „Syzyfowych prac”.
Powstanie warszawskie zastało Monikę Żeromską i jej matkę w Warszawie. Podczas powstania opiekowała się rannymi, redagowała informacje do biuletynu powstańczego, uzyskane z nasłuchu radiowego. Wraz z powstańcami przeszła kanałami do Śródmieścia po zdobyciu Starówki przez Niemców. Po upadku powstania trafiła z matką do obozu przejściowego w Pruszkowie. Udało im się uniknąć transportu do obozu pracy dzięki pomocy znajomych. Przebywały w Milanówku, Krakowie, Jędrzejewie. Do Warszawy wróciły w 1945.
Po wojnie, w latach 1951–1954 projektowała dla warszawskich teatrów scenografie do sztuk Żeromskiego, Wilde'a, Korzeniowskiego. Zajmowała się malarstwem sztalugowym. Dbała o spuściznę swoich rodziców – gromadziła listy, rękopisy pisarza, a także kupowała rysunki matki. Pod koniec życia założyła Fundację na rzecz Utrzymania Spuścizny po Stefanie Żeromskim .
W 1964 otrzymała tytuł „honorowego kierownika” stołecznej Księgarni im. Stefana Żeromskiego. W 1994 roku została uhonorowana Nagrodą Literacką im. Władysława Reymonta za książkę roku.
Dwukrotnie zamężna, nie miała potomstwa. Od 1939 do rozwodu w 1941 była żoną Bronisława Zielińskiego, tłumacza.
Zmarła w Warszawie, pochowana w grobowcu rodziców na cmentarzu ewangelicko-reformowanym (F-4-1).